# ミハイル・キルポノス

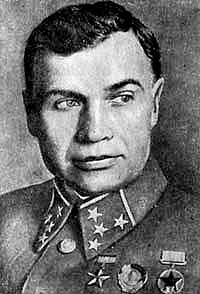
1941年頃

ミハイル・ペトロヴィチ・キルポノス（ロシア語: Михаи́л Петро́вич Кирпоно́с、1892年1月9日 - 1941年9月20日）は、ソビエト連邦の軍人。大将。ソ連邦英雄。第二次世界大戦時、南西戦線司令官を務め、キエフでドイツ軍に包囲され大敗を喫し自らも落命した。

## 経歴
チェルニゴフ県ヴェルチエフカ村の農家出身。1915年から第一次世界大戦に従軍し、1917年に軍医学校を卒業。同年8月、兵士連隊議長、11月、第26狙撃軍団会議議長に選出。

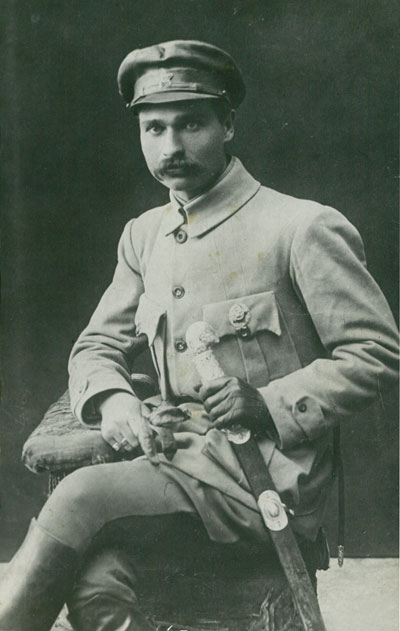
1919年撮影

1918年から赤軍に入隊し、ロシア共産党（ボリシェヴィキ）に入党した。ロシア内戦時、大隊、連隊を指揮し、戦後、1922年からチェルヴォナ（赤色）曹長学校長補佐兼政治委員を務めた。1927年、フルンゼ名称軍事アカデミーを卒業し、狙撃師団参謀長となった。1934年～1939年、カザン軍事学校長兼政治委員。
ソ・フィン戦争時、第70狙撃師団を指揮し、ソ連邦英雄の称号を授与された。1940年4月、第49狙撃軍団長、同年6月、レニングラード軍管区司令官、1941年2月、キエフ特別軍管区司令官となる。1941年から党中央委員会委員候補。
独ソ戦勃発と共に、南西戦線司令官に任命される。軍事的才能のなかったキルポノスは、スターリンの命令に従い、その結果、約45万3千人の将兵と共にキエフで包囲されることとなった。9月17日、キルポノスは、包囲からの脱出をスターリンに要請したが、これは拒否された。同日夕方、戦線の撤退が決定されたが、既に遅く、戦線本部との連絡は失われていた。キルポノスは、包囲からの脱出の際に迫撃砲弾により致死傷を負ったとされる。別説によれば、自殺したともいう。

## 表彰・受勲
ソ連邦英雄。レーニン勲章、1等祖国戦争勲章（死後）、「労農赤軍20周年」メダルを受章。